# Jyamire (Khotang)
Jyamire (nep. ज्यामिरे) – gaun wikas samiti we wschodniej części Nepalu w strefie Sagarmatha w dystrykcie Khotang. Według nepalskiego spisu powszechnego z 2001 roku liczył on 317 gospodarstw domowych i 1638 mieszkańców (844 kobiet i 794 mężczyzn).